# NGC 3928
NGC 3928 ist eine Zwerggalaxie mit ausgedehnten Sternentstehungsgebieten vom Hubble-Typ E? im Sternbild Großer Bär am Nordsternhimmel. Sie ist schätzungsweise 47 Millionen Lichtjahre von der Milchstraße entfernt und hat einen Durchmesser von etwa 20.000 Lj.

Im selben Himmelsareal befinden sich u. a. die Galaxien NGC 3893, NGC 3896, NGC 3906, NGC 3950.
Das Objekt wurde am 9. Februar 1788 von dem Astronomen William Herschel mit seinem 18,7-Zoll-Spiegelteleskop entdeckt.